# ویلیام هاموند رایت
ویلیام هاموند رایت (انگلیسی: William Hammond Wright; ۴ نوامبر ۱۸۷۱ – ۱۶ مهٔ ۱۹۵۹) ستاره‌شناس اهل ایالات متحده آمریکا بود.
وی همچنین برندهٔ جوایزی همچون مدال طلائی انجمن سلطنتی اختر شناسان و نشان هنری دراپر شده‌است.